# Madrid Masters 2005 - Qualificazioni singolare
Le qualificazioni del singolare  del Madrid Masters 2005 sono state un torneo di tennis preliminare per accedere alla fase finale della manifestazione. I vincitori dell'ultimo turno sono entrati di diritto nel tabellone principale. In caso di ritiro di uno o più giocatori aventi diritto a questi sono subentrati i lucky loser, ossia i giocatori che hanno perso nell'ultimo turno ma che avevano una classifica più alta rispetto agli altri partecipanti che avevano comunque perso nel turno finale.
Le qualificazioni del torneo Madrid Masters 2005 prevedevano 24 partecipanti di cui 6 sono entrati nel tabellone principale.

## Teste di serie
1. Juan Ignacio Chela (Qualificato)
2. Christophe Rochus (Qualificato)
3. Florent Serra (ultimo turno)
4. Alberto Martín (Qualificato)
5. Agustín Calleri (Qualificato)
6. Tomáš Zíb (Qualificato)

1. Andreas Seppi (ultimo turno)
2. Guillermo García López (primo turno)
3. Nicolás Almagro (primo turno)
4. Nicolás Lapentti (primo turno)
5. Ivo Karlović (Qualificato)
6. Răzvan Sabău (ultimo turno)

## Qualificati
1. Juan Ignacio Chela
2. Christophe Rochus
3. Ivo Karlović

1. Alberto Martín
2. Agustín Calleri
3. Tomáš Zíb

## Tabellone

### Legenda
| - Q = Qualificato - WC = Wild card - LL = Lucky loser | - ALT = Alternate - SE = Special Exempt - PR = Protected Ranking | - w/o = Walkover - r = Ritirato - d = Squalificato |

### Sezione 1
|  | Primo turno | Primo turno        | Primo turno        | Primo turno | Primo turno |  |  | Ultimo turno | Ultimo turno       | Ultimo turno | Ultimo turno | Ultimo turno |  |
|  |             |                    |                    |             |             |  |  |              |                    |              |              |              |  |
|  | 1           | Juan Ignacio Chela | Juan Ignacio Chela | 6           | 6           |  |  |              |                    |              |              |              |  |
|  |             | Juan Mónaco        | Juan Mónaco        | 3           | 1           |  |  | 1            | Juan Ignacio Chela | 6            | 3            | 7            |  |
|  |             | Younes El Aynaoui  | Younes El Aynaoui  | 7           | 6           |  |  |              | Younes El Aynaoui  | 4            | 6            | 6(1)         |  |
|  | 10          | Nicolás Lapentti   | Nicolás Lapentti   | 63          | 4           |  |  |              |                    |              |              |              |  |

### Sezione 2
|  | Primo turno | Primo turno             | Primo turno             | Primo turno | Primo turno |  |  | Ultimo turno | Ultimo turno      | Ultimo turno      | Ultimo turno      | Ultimo turno |  |
|  |             |                         |                         |             |             |  |  |              |                   |                   |                   |              |  |
|  | 2           | Christophe Rochus       | Christophe Rochus       | 7           | 6           |  |  |              |                   |                   |                   |              |  |
|  |             | Joaquín Muñoz Hernández | Joaquín Muñoz Hernández | 64          | 3           |  |  | 2            | Christophe Rochus | Christophe Rochus | Christophe Rochus | 3            |  |
|  | 7           | Andreas Seppi           | Andreas Seppi           | 6           | 6           |  |  | 7            | Andreas Seppi     | Andreas Seppi     | Andreas Seppi     | 0r           |  |
|  |             | Ricardo Mello           | Ricardo Mello           | 1           | 4           |  |  |              |                   |                   |                   |              |  |

### Sezione 3
|  | Primo turno | Primo turno          | Primo turno          | Primo turno | Primo turno |  |  | Ultimo turno | Ultimo turno  | Ultimo turno  | Ultimo turno | Ultimo turno |  |
|  |             |                      |                      |             |             |  |  |              |               |               |              |              |  |
|  | 3           | Florent Serra        | Florent Serra        | 6           | 6           |  |  |              |               |               |              |              |  |
|  |             | Oscar Burrieza-Lopez | Oscar Burrieza-Lopez | 2           | 4           |  |  | 3            | Florent Serra | Florent Serra | 62           | 4            |  |
|  | 11          | Ivo Karlović         | Ivo Karlović         | 6           | 6           |  |  | 11           | Ivo Karlović  | Ivo Karlović  | 7            | 6            |  |
|  |             | Novak Đoković        | Novak Đoković        | 4           | 4           |  |  |              |               |               |              |              |  |

### Sezione 4
|  | Primo turno | Primo turno     | Primo turno | Primo turno | Primo turno |  |  | Ultimo turno | Ultimo turno    | Ultimo turno    | Ultimo turno | Ultimo turno |  |
|  |             |                 |             |             |             |  |  |              |                 |                 |              |              |  |
|  | 4           | Alberto Martín  | 7           | 4           | 6           |  |  |              |                 |                 |              |              |  |
|  |             | Thierry Ascione | 63          | 6           | 3           |  |  | 4            | Alberto Martín  | Alberto Martín  | 6            | 7            |  |
|  |             | Nicolás Almagro | 3           | 6           | 6           |  |  |              | Nicolás Almagro | Nicolás Almagro | 4            | 5            |  |
|  | 9           | Jan Hernych     | 6           | 3           | 0           |  |  |              |                 |                 |              |              |  |

### Sezione 5
|  | Primo turno | Primo turno            | Primo turno            | Primo turno | Primo turno |  |  | Ultimo turno | Ultimo turno           | Ultimo turno           | Ultimo turno | Ultimo turno |  |
|  |             |                        |                        |             |             |  |  |              |                        |                        |              |              |  |
|  | 5           | Agustín Calleri        | Agustín Calleri        | 7           | 6           |  |  |              |                        |                        |              |              |  |
|  |             | Gilles Simon           | Gilles Simon           | 5           | 0           |  |  | 5            | Agustín Calleri        | Agustín Calleri        | 6            | 6            |  |
|  |             | Guillermo García López | Guillermo García López | 7           | 4           |  |  |              | Guillermo García López | Guillermo García López | 2            | 2            |  |
|  | 8           | Ivo Minář              | Ivo Minář              | 5           | 1r          |  |  |              |                        |                        |              |              |  |

### Sezione 6
|  | Primo turno | Primo turno           | Primo turno           | Primo turno | Primo turno |  |  | Ultimo turno | Ultimo turno | Ultimo turno | Ultimo turno | Ultimo turno |  |
|  |             |                       |                       |             |             |  |  |              |              |              |              |              |  |
|  | 6           | Tomáš Zíb             | Tomáš Zíb             | 6           | 6           |  |  |              |              |              |              |              |  |
|  |             | Juan Luis Rascón Lope | Juan Luis Rascón Lope | 4           | 3           |  |  | 6            | Tomáš Zíb    | Tomáš Zíb    | 6            | 6            |  |
|  | 12          | Răzvan Sabău          | Răzvan Sabău          | 6           | 6           |  |  | 12           | Răzvan Sabău | Răzvan Sabău | 1            | 3            |  |
|  |             | Vasilīs Mazarakīs     | Vasilīs Mazarakīs     | 3           | 1           |  |  |              |              |              |              |              |  |